# Vratislav I. z Fürstenbergu
Vratislav (uváděn též jako Wratislaw) I. hrabě z Fürstenbergu zvaný Starší (německy Wratislaus I. von Fürstenberg; 31. ledna 1584 Praha – 10. července 1631 Vídeň) byl německo-český šlechtic, důstojník ve španělských a rakouských službách, působil také jako diplomat a předseda dvorní rady.

## Život
Vratislav se narodil jako syn hraběte Albrechta I. a jeho manželky Alžběty, rozené z Pernštejna z kinzigtalské linie jihoněmeckého rodu Fürstenbergů. Měl staršího bratra Kryštofa II. Po smrti otce se s ním dohodl na dědictví. Vratislav obdržel panství Möhringen, po kterém se pojmenoval.
Vratislav získal vzdělání v Praze. Později začal vojenskou kariéru a válečnému řemeslu se učil v Nizozemsku. Sloužil pod Ambrosiem Spinolou na španělské straně ve válce proti Nizozemsku. Získal ocenění a některé úřady u dvora místodržitelky španělského Nizozemí, infantky Isabely Kláry Evženie. Král Filip III. Španělský jej v roce 1617 vyznamenal Řádem zlatého rouna a jmenoval jej velitelem deset praporů pěchoty a povýšil do hodnosti plukovníka.
V roce 1618 vstoupil Vratislav do služeb císaře Matyáše a naverboval pro něho pět praporů do války proti odbojným Čechám.
V roce 1619 sloužil jako císařský velvyslanec v Paříži, přičemž Francii pomohl vyhnout se začátku třicetileté války. V tisku se objevilo jeho memorandum o politických otázkách.
Později podnikl úspěšnou diplomatickou cestu do Španělska, která skončila v roce 1621. Jako poděkování za prokázané služby obdržel konfiskované panství Mšec u Rakovníka v Čechách. Císař Ferdinand II. jej jmenoval tajným radou a nakonec byl předsedou říšské dvorní rady.

### Manželství a rodina
Vratislav z Fürstenbergu byl třikrát ženatý. V roce 1608 se oženil s Markétou z Croÿ, toto manželství však zůstalo bezdětné. Po Markétině smrti se v roce 1615 oženil s Kateřinou Livií de la Verdetierra (též de la Vierda Tiera), která do manželství přinesla velké věno. Také kateřina zemřela, v Bruselu 1. července 1627.
Jeho třetí manželkou se v roce 1628 stala Lavinie Gonzagová, hraběnka z Novellara.
Vratislav měl z těchto manželství několik dětí, mezi nimi:
- František Vratislav (1631–1641) a Eleonora Kateřina (1630–1676).

Vratislav ve své rodině zavedl princip prvorozenství, které mu potvrdil císař. Jediný syn z druhého manželství Albrecht II. (* 1619) zemřel jako podplukovník 8. října 1640 při obléhání Hohentwielu. Jeho smrtí vymřela möhringenská linie Fürstenbergerů. Velitel pevnosti Konrad Widerholt požadoval výkupné 300 dukátů za jeho tělo, které obdržel od Albrechtových příbuzných.